# Det sorte lyn
Det sorte lyn (originaltitel Black Lightning) er en amerikansk stumfilm fra 1924 af James P. Hogan.

## Medvirkende
- Clara Bow som Martha Larned
- Harold Austin som Roy Chambers
- Eddie Phillips som Ez Howard
- Joe Butterworth som Joe Larned / Dick
- Mark Fenton
- John Pringle
- James P. Hogan som Frank Larned
- Jim Mason som Jim Howard